# (670) Ottegebe
(670) Ottegebe es un asteroide perteneciente al cinturón de asteroides descubierto el 20 de agosto de 1908 por August Kopff desde el observatorio de Heidelberg-Königstuhl, Alemania.
Está nombrado por Ottegebe, un personaje del drama Der Arme Heinrich del escritor alemán Gerhart Hauptmann (1862-1946).